# Saint-Gilles-de-Crétot
Saint-Gilles-de-Crétot is een gemeente in het Franse departement Seine-Maritime (regio Normandië) en telt 316 inwoners (2005). De plaats maakt deel uit van het arrondissement Rouen.

## Geografie
De oppervlakte van Saint-Gilles-de-Crétot bedraagt 6,0 km², de bevolkingsdichtheid is 52,7 inwoners per km².
De onderstaande kaart toont de ligging van Saint-Gilles-de-Crétot met de belangrijkste infrastructuur en aangrenzende gemeenten.

## Demografie
Onderstaande figuur toont het verloop van het inwonertal (bron: INSEE-tellingen).